# 134292 Edwardhall
134292 Edwardhall è un asteroide della fascia principale. Scoperto nel 2006, presenta un'orbita caratterizzata da un semiasse maggiore pari a 2,1961910 au e da un'eccentricità di 0,0872265, inclinata di 6,43555° rispetto all'eclittica.